# Europese kampioenschappen atletiek 1946
De derde Europese kampioenschappen atletiek werden van 22 augustus tot en met 25 augustus 1946 gehouden in de Noorse hoofdstad Oslo. Het was de eerste keer dat het evenement voor zowel vrouwen als mannen op dezelfde dagen en locatie werd afgewerkt. In totaal waren er 33 titels te vergeven, waarvan 24 voor mannen en negen voor vrouwen.

## Uitslagen

### 100 m
| Rang | Land | Atleet                 | Tijd |
| ---- | ---- | ---------------------- | ---- |
| 1    | GBR  | Jack Archer            | 10,6 |
| 2    | NOR  | Haakon Tranberg        | 10,7 |
| 3    | ITA  | Carlo Monti            | 10,8 |
| 4    | FRA  | Etienne Bally          | 10,8 |
| 5    | SWE  | Stig Håkansson         | 10,9 |
| 6    | ISL  | Finnbjörn Thorvaldsson | 10,9 |

| Rang | Land | Atleet                     | Tijd      |
| ---- | ---- | -------------------------- | --------- |
| 1    | URS  | Jewgenija Setschenowa      | 11,9 (CR) |
| 2    | GBR  | Winifred Jordan            | 12,1      |
| 3    | FRA  | Claire Bresolles           | 12,2      |
| 4    | SWE  | Ann-Britt Leyman           | 12,2      |
| 5    | GBR  | Maureen Gardner            | 12,2      |
| 6    | NED  | Gerda van der Kade-Koudijs | 12,4      |

### 200 m
| Rang | Land | Atleet            | Tijd |
| ---- | ---- | ----------------- | ---- |
| 1    | URS  | Nikolai Karakulow | 21,6 |
| 2    | NOR  | Haakon Tranberg   | 21,7 |
| 3    | TCH  | Jiří David        | 21,9 |
| 4    | SWE  | Stig Danielsson   | 21,9 |
| 5    | FRA  | Julien Lebas      | 22,0 |
| 6    | GBR  | Jack Archer       | 22,0 |

| Rang | Land | Atleet                | Tijd |
| ---- | ---- | --------------------- | ---- |
| 1    | URS  | Jewgenija Setschenowa | 25,4 |
| 2    | GBR  | Winifred Jordan       | 25,6 |
| 3    | FRA  | Léa Caurla            | 25,6 |
| 4    | NOR  | Marit Hemstad         | 25,7 |
| 5    | GBR  | Sylvia Cheesman       | 25,8 |
| 6    | SWE  | Ann-Britt Leyman      | 26,2 |

### 400 m
| Rang | Land | Atleet               | Tijd |
| ---- | ---- | -------------------- | ---- |
| 1    | DEN  | Niels Holst-Sørensen | 47,9 |
| 2    | FRA  | Jacques Lunis        | 48,3 |
| 3    | GBR  | Derek Pugh           | 48,9 |
| 4    | SWE  | Sven Erik Nolinge    | 48,9 |
| 5    | GBR  | Bill Roberts         | 49,5 |
| DSQ  | BEL  | Herman Kunnen        | -    |

### 800 m
| Rang | Land | Atleet                 | Tijd   |
| ---- | ---- | ---------------------- | ------ |
| 1    | SWE  | Rune Gustafsson        | 1.51,0 |
| 2    | DEN  | Niels Holst-Sørensen   | 1.51,1 |
| 3    | FRA  | Marcel Hansenne        | 1.51,2 |
| 4    | SWE  | Olle Ljunggren         | 1.51,4 |
| 5    | GBR  | Thomas White           | 1.51,5 |
| 6    | FRA  | Robert Chef d'hôtel    | 1.53,0 |
| 7    | DEN  | Jorgen Heller-Anderson | 1.53,7 |
| 8    | BEL  | Richard Brancart       | 2.02,2 |

### 1500 m
| Rang | Land | Atleet         | Tijd   |
| ---- | ---- | -------------- | ------ |
| 1    | SWE  | Lennart Strand | 3.48,0 |
| 2    | SWE  | Henry Eriksson | 3.48,8 |
| 3    | DEN  | Erik Jørgensen | 3.52,8 |
| 4    | TCH  | Václav Cevona  | 3.53,0 |
| 5    | HUN  | Sandor Garay   | 3.53,0 |
| 6    | GBR  | Douglas Wilson | 3.53,2 |
| 7    | FRA  | Paul Messner   | 3.56,6 |
| 8    | TCH  | Lubos Vomacka  | 4.07,2 |

### 5000 m
| Rang | Land | Atleet           | Tijd         |
| ---- | ---- | ---------------- | ------------ |
| 1    | GBR  | Sydney Wooderson | 14.08,6 (CR) |
| 2    | NED  | Wim Slijkhuis    | 14.14,0      |
| 3    | SWE  | Evert Nyberg     | 14.23,2      |
| 4    | FIN  | Viljo Heino      | 14.24,4      |
| 5    | TCH  | Emil Zátopek     | 14.25,8      |
| 6    | BEL  | Gaston Reiff     | 14.45,8      |
| 7    | DEN  | Rikard Greenfort | 14.46,0      |
| 8    | FRA  | Raphael Pujason  | 14.46,8      |

### 10.000 m
| Rang | Land | Atleet              | Tijd         |
| ---- | ---- | ------------------- | ------------ |
| 1    | FIN  | Viljo Heino         | 29.52,0 (CR) |
| 2    | FIN  | Helge Perälä        | 30.31,4      |
| 3    | HUN  | András Csaplár      | 30.35,2      |
| 4    | SWE  | Sven Rapp           | 30.49,2      |
| 5    | URS  | Fjeodosij Vanin     | 30.56,2      |
| 6    | LUX  | Charles Heirendt    | 31.08,2      |
| 7    | NOR  | Thorwald Wilhelmsen | 31.20,8      |
| 8    | NOR  | Martin Stokken      | 32.56,0      |

### 110 m horden/80 m horden
| Rang | Land | Atleet        | Tijd |
| ---- | ---- | ------------- | ---- |
| 1    | SWE  | Håkan Lidman  | 14,6 |
| 2    | BEL  | Pol Braekman  | 14,9 |
| 3    | FIN  | Väinö Suvivuo | 15,0 |
| 4    | SWE  | Gösta Risberg | 15,2 |
| 5    | DEN  | Edvin Larsen  | 15,3 |
| 6    | FRA  | Henri Maignan | 15,5 |

| Rang | Land | Atleet              | Tijd |
| ---- | ---- | ------------------- | ---- |
| 1    | NED  | Fanny Blankers-Koen | 11,8 |
| 2    | URS  | Jelena Gokjeli      | 11,9 |
| 3    | URS  | Valentina Fokina    | 11,9 |
| 4    | DEN  | Anne Iversen        | 12,3 |
| 5    | SWE  | Anna-Lena Lövgren   | 12,4 |
| 6    | TCH  | Marie Matesová      | 12,4 |

### 400 m horden
| Rang | Land | Atleet            | Tijd      |
| ---- | ---- | ----------------- | --------- |
| 1    | FIN  | Bertel Storskrubb | 52,2 (CR) |
| 2    | SWE  | Sixten Larsson    | 52,4      |
| 3    | SWE  | Rune Larsson      | 52,5      |
| 4    | FRA  | Yves Cros         | 52,6      |
| 5    | SUI  | Werner Christen   | 55,4      |
| 6    | GBR  | Ronald Ede        | 55,5      |

### 4 x 100 m estafette
| Rang | Land | Atleet                                                        | Tijd |
| ---- | ---- | ------------------------------------------------------------- | ---- |
| 1    | SWE  | Stig Danielsson Inge Nilsson Olle Laessker Stig Håkansson     | 41,5 |
| 2    | FRA  | Agathon Lepève Julien Lebas Pierre Gonon René Valmy           | 42,0 |
| 3    | TCH  | Mirko Paráček Leopold Láznička Miroslav Řihošek Jiří David    | 42,2 |
| 4    | NED  | Jan Lammers Chris van Osta Jo Zwaan Gabe Scholten             | 42,3 |
| 5    | GBR  | Thomas Jover Bert Liffen Robert Roach Jack Archer             | 42,4 |
| 6    | BEL  | Herman Kunnen Fernand Bourgaux François Braekman Pol Braekman | 43,5 |

| Rang | Land | Atleet                                                                             | Tijd |
| ---- | ---- | ---------------------------------------------------------------------------------- | ---- |
| 1    | NED  | Gerda van der Kade-Koudijs Nettie Witziers-Timmer Martha Adema Fanny Blankers-Koen | 47,8 |
| 2    | FRA  | Léa Caurla Anne-Marie Colchen Claire Bresolles Monique Drichon                     | 48,5 |
| 3    | URS  | Jewgenija Setschenowa Valentina Fokina Jelena Gokieli Valentina Wassiljewa         | 48,7 |
| 4    | GBR  | Maureen Gardner Winnie Jordan Joyce Judd Sylvia Cheeseman                          | 48,7 |
| 5    | SWE  | Greta Magnusson Kerstin Josefsson Ulla-Britt Althin Ann-Britt Leyman               | 49,3 |
| 6    | POL  | Stanisława Walasiewicz Mieczysława Moder Irena Hejducka Jadwiga Słomczewska        | 50,6 |

### 4 x 400 m estafette
| Rang | Land | Atleet                                                                 | Tijd   |
| ---- | ---- | ---------------------------------------------------------------------- | ------ |
| 1    | FRA  | Bernard Santona Yves Cros Robert Chef d'hôtel Jacques Lunis            | 3.14,4 |
| 2    | GBR  | Ronald Ede Derek Pugh Bernard Elliot Bill Roberts                      | 3.14,5 |
| 3    | SWE  | Folke Alnevik Stig Lindgård Sven-Erik Nolinge Tore Sten                | 3.15,0 |
| 4    | DEN  | Herluf Christensen Knud Greenfort Gunnar Bergsten Niels Holst-Sørensen | 3.15,4 |
| 5    | SUI  | Werner Rugel Werner Christen Karl Volkmer Oskar Hardmeier              | 3.20,8 |
| 6    | TCH  | Vlastimil Holeček Tomas Sale Jiří David Leopold Láznička               | 3.33,6 |

### 3000 m steeplechase
| Rang | Land | Atleet              | Tijd        |
| ---- | ---- | ------------------- | ----------- |
| 1    | FRA  | Raphaël Pujazon     | 9.01,4 (CR) |
| 2    | SWE  | Erik Elmsäter       | 9.11,0      |
| 3    | SWE  | Tore Sjöstrand      | 9.14,0      |
| 4    | DEN  | Alf Olesen          | 9.18,8      |
| 5    | FRA  | Jean Gallet         | 9.19,6      |
| 6    | FIN  | Pentti Siltaloppi   | 9.21,0      |
| 7    | TCH  | Jindrich Roudny     | 9.33,4      |
| 8    | BEL  | Marcel Vandewattyne | 9.37,0      |

### Hoogspringen
| Rang | Land | Atleet             | Tijd |
| ---- | ---- | ------------------ | ---- |
| 1    | SWE  | Anton Bolinder     | 1,99 |
| 2    | GBR  | Alan Paterson      | 1,96 |
| 3    | FIN  | Nils Nicklén       | 1,93 |
| 4    | NOR  | Birger Leirud      | 1,93 |
| 5    | SWE  | Gunnar Lindecrantz | 1,93 |
| 6    | ITA  | Alfredo Campagner  | 1,90 |

| Rang | Land | Atleet               | Tijd |
| ---- | ---- | -------------------- | ---- |
| 1    | FRA  | Anne-Marie Colchen   | 1,60 |
| 2    | URS  | Alexandra Tschudina  | 1,57 |
| 3    | DEN  | Anne Iversen         | 1,57 |
| 4    | NED  | Fanny Blankers-Koen  | 1,57 |
| 5    | FRA  | Micheline Ostermeyer | 1,57 |
| 6    | LUX  | Triny Bourkel        | 1,57 |

### Polsstokhoogspringen
| Rang | Land | Atleet           | Tijd      |
| ---- | ---- | ---------------- | --------- |
| 1    | SWE  | Allan Lindberg   | 4,17 (CR) |
| 2    | URS  | Nikolai Osolin   | 4,10      |
| 3    | TCH  | Jan Bém          | 4,10      |
| 4    | NOR  | Erling Kaas      | 4,10      |
| 5    | SWE  | Hugo Olsson      | 4,00      |
| 6    | FRA  | Georges Breitman | 3,90      |

### Verspringen
| Rang | Land | Atleet           | Tijd |
| ---- | ---- | ---------------- | ---- |
| 1    | SWE  | Olle Laessker    | 7,42 |
| 2    | SUI  | Lucien Graff     | 7,40 |
| 3    | TCH  | Miroslav Řihošek | 7,29 |
| 4    | ITA  | Egidio Pribetti  | 7,28 |
| 5    | SWE  | Stig Håkansson   | 6,97 |
| 6    | GBR  | Dennis Watts     | 6,95 |

| Rang | Land | Atleet                     | Tijd |
| ---- | ---- | -------------------------- | ---- |
| 1    | NED  | Gerda van der Kade-Koudijs | 5,67 |
| 2    | URS  | Lidja Gailis               | 5,66 |
| 3    | URS  | Valentina Wassiljewa       | 5,63 |
| 4    | ITA  | Amelia Piccinini           | 5,28 |
| 5    | DEN  | Anne Iversen               | 5,25 |
| 6    | SWE  | Ulla-Britt Althin          | 5,24 |

### Hink-stap-springen
| Rang | Land | Atleet          | Tijd  |
| ---- | ---- | --------------- | ----- |
| 1    | FIN  | Valdemar Rautio | 15,17 |
| 2    | SWE  | Bertil Johnsson | 15,15 |
| 3    | SWE  | Arne Åhman      | 14,96 |
| 4    | NOR  | Eugen Haugland  | 14,76 |
| 5    | FIN  | Hannes Sonck    | 14,70 |
| 6    | DEN  | Preben Larsen   | 14,65 |

### Kogelstoten
| Rang | Land | Atleet           | Tijd  |
| ---- | ---- | ---------------- | ----- |
| 1    | ISL  | Gunnar Huseby    | 15,56 |
| 2    | URS  | Dimitri Gorjanow | 15,25 |
| 3    | FIN  | Yrjö Lehtilä     | 15,23 |
| 4    | SWE  | Roland Nilsson   | 15,16 |
| 5    | SWE  | Thage Pettersson | 14,87 |
| 6    | FIN  | Sulo Bärlund     | 14,75 |

| Rang | Land | Atleet               | Tijd       |
| ---- | ---- | -------------------- | ---------- |
| 1    | URS  | Tatjana Sewrjukowa   | 14,16 (CR) |
| 2    | FRA  | Micheline Ostermeyer | 12,84      |
| 3    | ITA  | Amelia Piccinini     | 12,21      |
| 4    | POL  | Jadwiga Wajs         | 11,65      |
| 5    | SWE  | Eivor Olson          | 11,43      |
| 6    | NED  | Ans Niesink          | 11,35      |

### Discuswerpen
| Rang | Land | Atleet           | Tijd       |
| ---- | ---- | ---------------- | ---------- |
| 1    | ITA  | Adolfo Consolini | 53,23 (CR) |
| 2    | ITA  | Giuseppe Tosi    | 50,39      |
| 3    | FIN  | Veikko Nyqvist   | 48,14      |
| 4    | GRE  | Nicolaos Syllas  | 47,96      |
| 5    | NOR  | Stein Johnsen    | 46,77      |
| 6    | SWE  | Erik Westlin     | 45,65      |

| Rang | Land | Atleet             | Tijd  |
| ---- | ---- | ------------------ | ----- |
| 1    | URS  | Nina Dumbadse      | 44,52 |
| 2    | NED  | Ans Niesink        | 40,46 |
| 3    | POL  | Jadwiga Wajs       | 39,37 |
| 4    | SWE  | Gudrun Eklund      | 36,90 |
| 5    | POL  | Irena Dobranska    | 36,30 |
| 6    | URS  | Tatjana Swerjukowa | 34,05 |

### Kogelslingeren
| Rang | Land | Atleet         | Tijd  |
| ---- | ---- | -------------- | ----- |
| 1    | SWE  | Bo Ericson     | 56,44 |
| 2    | SWE  | Erik Johansson | 53,54 |
| 3    | GBR  | Duncan Clark   | 51,32 |
| 4    | HUN  | Imre Németh    | 50,03 |
| 5    | NED  | Hans Houtzager | 49,68 |
| 6    | ITA  | Tesso Taddia   | 48,63 |

### Speerwerpen
| Rang | Land | Atleet            | Tijd  |
| ---- | ---- | ----------------- | ----- |
| 1    | SWE  | Lennart Atterwall | 68,74 |
| 2    | FIN  | Yrjö Nikkanen     | 67,50 |
| 3    | FIN  | Tapio Rautavaara  | 66,40 |
| 4    | NOR  | Odd Meahlum       | 66,37 |
| 5    | SWE  | Sven Daleflod     | 64,79 |
| 6    | SUI  | Josef Neumann     | 62,48 |

| Rang | Land | Atleet               | Tijd       |
| ---- | ---- | -------------------- | ---------- |
| 1    | URS  | Klawdija Majutschaja | 46,25 (CR) |
| 2    | URS  | Ludmila Anokina      | 45,84      |
| 3    | NED  | Ans Koning           | 43,24      |
| 4    | NED  | Elly Dammers         | 41,16      |
| 5    | HUN  | Maria Rohonczi       | 40,66      |
| 6    | POL  | Maria Kwasniewska    | 38,57      |

### Tienkamp/Zevenkamp
| Rang | Land | Atleet            | Tijd |
| ---- | ---- | ----------------- | ---- |
| 1    | NOR  | Godtfred Holmvang | 6987 |
| 2    | URS  | Sergej Kuznezow   | 6930 |
| 3    | SWE  | Göran Waxberg     | 6661 |
| 4    | SUI  | Armin Scheurer    | 6655 |
| 5    | FRA  | Pierre Sprecher   | 6496 |
| 6    | SUI  | Oskar Häfliger    | 6461 |

### Marathon
| Rang | Land | Atleet            | Tijd    |
| ---- | ---- | ----------------- | ------- |
| 1    | FIN  | Mikko Hietanen    | 2:24.55 |
| 2    | FIN  | Väinö Muinonen    | 2:26.08 |
| 3    | URS  | Jakow Punko       | 2:26.21 |
| 4    | FRA  | Pierre Cousin     | 2:27.05 |
| 5    | SWE  | Gösta Leandersson | 2:28.30 |
| 6    | SWE  | Erik Jonsson      | 2:30.08 |
| 7    | GBR  | Squire Yarrow     | 2:30.40 |
| 8    | DEN  | Henning Larsen    | 2:32.50 |

### 10 km snelwandelen
| Rang | Land | Atleet                | Tijd    |
| ---- | ---- | --------------------- | ------- |
| 1    | SWE  | John Mikaelsson       | 46.05,2 |
| 2    | SUI  | Fritz Schwab          | 47.03,6 |
| 3    | FRA  | Emile Maggi           | 48.10,4 |
| 4    | FRA  | Louis Chevalier       | 49.37,8 |
| 5    | NOR  | Egil-Romberg Andersen | 49.48,0 |

### 50 km snelwandelen
| Rang | Land | Atleet           | Tijd    |
| ---- | ---- | ---------------- | ------- |
| 1    | SWE  | John Ljunggren   | 4:38.20 |
| 2    | GBR  | Henry Forbes     | 4:42.58 |
| 3    | GBR  | Charles Megnin   | 4:57.04 |
| 4    | NOR  | Oddvar Sponberg  | 5:00.27 |
| 5    | DEN  | Harry Kristensen | 5:03.18 |
| DSQ  | TCH  | Josef Dolezal    | -       |
| DSQ  | NOR  | Edgar Bruun      | -       |

## Legenda
- CR = Kampioenschapsrecord (Championship Record)

## Medaillespiegel
| Plaats | Land                | Goud | Zilver | Brons | Totaal |
| 1      | Zweden              | 11   | 5      | 6     | 22     |
| 2      | Sovjet-Unie         | 6    | 7      | 4     | 17     |
| 3      | Finland             | 4    | 3      | 5     | 12     |
| 4      | Frankrijk           | 3    | 4      | 4     | 11     |
| 5      | Nederland           | 3    | 2      | 1     | 6      |
| 6      | Verenigd Koninkrijk | 2    | 5      | 3     | 10     |
| 7      | Noorwegen           | 1    | 2      | 0     | 3      |
| 8=     | Denemarken          | 1    | 1      | 2     | 4      |
| 8=     | Italië              | 1    | 1      | 2     | 4      |
| 10     | IJsland             | 1    | 0      | 0     | 1      |
| 11     | Zwitserland         | 0    | 2      | 0     | 2      |
| 12     | België              | 0    | 1      | 0     | 1      |
| 13     | Tsjecho-Slowakije   | 0    | 0      | 4     | 4      |
| 14=    | Polen               | 0    | 0      | 1     | 1      |
| 14=    | Hongarije           | 0    | 0      | 1     | 1      |
| Totaal | Totaal              | 33   | 33     | 33    | 99     |

## Belgische prestaties
Mannen
| Atleet                                                        | Onderdeel               | Ronde                 | Prestatie       | Resultaat |
| ------------------------------------------------------------- | ----------------------- | --------------------- | --------------- | --------- |
| Pol Braekman                                                  | 100 meter               | 1e ronde halve finale | 10,7 s 10,8 s - | 1e 3e -   |
| Pol Braekman                                                  | 110 meter horden        | 1e ronde finale       | 14,8 s 14,9 s   | 1e ·      |
| Fernand Bourgaux                                              | 100 meter               | 1e ronde halve finale | 11,2 s -        | 5e - -    |
| Fernand Bourgaux                                              | 200 meter               | 1e ronde halve finale | 22,7 s 22,2 s - | 3e 4e -   |
| François Braekman                                             | 200 meter               | 1e ronde finale       | 22,6 s -        | 4e -      |
| Herman Kunnen                                                 | 400 meter               | 1e ronde finale       | 48,9 s -        | 1e DSQ    |
| Richard Brancart                                              | 800 meter               | 1e ronde finale       | 1.53,5 2.02,2   | 4e 8e     |
| Gaston Reiff                                                  | 5000 meter              | finale                | 14.45,8         | 5e        |
| Marcel Vandewattyne                                           | 5000 meter              | finale                | 15.08,0         | 12e       |
| Marcel Vandewattyne                                           | 3000 meter steeple      | finale                | 9.37,0          | 8e        |
| Robert Nevens                                                 | marathon                |                       | 2:50.23         | 13e       |
| Léopold Delcour                                               | verspringen             | kwalificaties finale  | 6,56 m -        | 13e -     |
| Roger Verhas                                                  | kogelstoten             | kwalificaties finale  | 12,72 m -       | 12e -     |
| Roger Verhas                                                  | discuswerpen            | kwalificaties finale  | 40,88 m -       | 15e -     |
| Herman Kunnen Fernand Bourgaux François Braekman Pol Braekman | 4 x 100 meter estafette | kwalificaties finale  | 42,4 s 43,5 s   | 2e 6e     |

1934 ·
1938 ·
1946 ·
1950 ·
1954 ·
1958 ·
1962 ·
1966 ·
1969 ·
1971 ·
1974 ·
1978 ·
1982 ·
1986 ·
1990 ·
1994 ·
1998 ·
2002 ·
2006 ·
2010 ·
2012 ·
2014 ·
2016 ·
2018 ·
2022 ·
2024
Belgische medaillewinnaars · Nederlandse medaillewinnaars